# Надеждино (Бугульминский район)
Надеждино — деревня в Бугульминском районе Татарстана. Входит в состав Зеленорощинского сельского поселения.

## География
Находится в юго-восточной части Татарстана на расстоянии приблизительно 13 км на юг-юго-запад по прямой от районного центра города Бугульма.

## История
Основана в первой половине XIX века. В 2002 году еще считалась селом.

## Население
Постоянных жителей было: в 1859 году — 147, в 1889—230, в 1910—408, в 1920—358, в 1926—409, в 1938—131, в 1949—296, в 1958—226, в 1970—195, в 1979—138, в 1989 — 45, в 2002 — 32 (русские 75 %), 14 в 2010.